# گریگور گاپاساخالیان
گریگور گاسپاری گاپاساخالیان (ارمنی: Գրիգոր Գասպարի Գապասախալյան؛ زاده ۱۶ اکتبر ۱۸۰۸ – درگذشته ۲۳ مهٔ ۱۷۴۰)، شاعر، موسیقی‌دان اهل ارمنستان بود.

## زندگی‌نامه
وی در ۲۳ مه ۱۷۴۰ در کایسری به دنیا آمد و تحصیلات خویش را در صومعه کاراپت مقدس، کایسری و در کنستانتینوپل فراگرفت. همچنین به خاطر آثارش در زمینه موسیقی ارمنی شناخته شده است. وی در ۱۶ اکتبر ۱۸۰۸ در سن سالگی در کنستانتینوپل درگذشت.